# Katarina Bernhardsson
Åsa Katarina Degrenius Bernhardsson, född den 5 juni 1975, är en svensk litteraturvetare, universitetslärare och tidigare journalist.
Bernhardsson har sin grundläggande akademiska utbildning från Lunds universitet och universitetet i Kingston upon Hull. Under studietiden i Lund var hon bland annat engagerad i AF-utskottet Ordkonst som redaktör för dess tidning, och var 1999-2001 även redaktör för kårtidningen Lundagård. Efter en filosofie magisterexamen vid Lunds universitet 2003 antogs Bernhardsson till forskarstudier i litteraturvetenskap vid samma lärosäte, men tillbringade även en period som ”visting scholar” vid Brown University i USA. Hon disputerade i november 2010 på avhandlingen Litterära besvär – skildringar av sjukdom i samtida svensk prosa  med Merete Mazzarella som opponent. Om denna avhandling skrev Erik Löfvendahl i en recension i Svenska Dagbladet "[a]tt en avhandling inte bara är intellektuellt stimulerande utan också bitvis går rakt in i hjärtat på läsaren, måste nog anses vara utomordentligt ovanligt. Sällan eller aldrig läser man sådana avhandlingar, tråkigt nog."
Efter disputationen har Bernhardsson varit fortsatt anställd vid Lunds universitet, 2010–2016 som projektledare och forskare vid HT-fakulteterna, och från 2017 som universitetslektor i medicinsk humaniora med inriktning mot litteratur och medicin.
Som journalist har Bernhardsson bland annat arbetat vid tidningarna Sydsvenska Dagbladet och Expressen (i det senare fallet som ledarskribent), som redaktör i radioprogrammet OBS Kulturkvarten i P1 samt i kulturtidskriften Artes för vilken hon även var vikarierande redaktör 2004.
Bernhardsson har även varit aktiv i Lundensiska litteratursällskapet, för vilket hon var kassör 2004-2007 och vice ordförande 2008-2009. Sedan 2016 är hon redaktör för Fakirensällskapets skriftserie Fakirenstudier.

## Utmärkelser och ledamotskap
- Ledamot av Vetenskapssocieteten i Lund (LVSL 2020)[4]